# فیل کلسو
فیل کلسو (انگلیسی: Phil Kelso; ۲۶ مهٔ ۱۸۷۱ – ۱۳ فوریهٔ ۱۹۳۵) مربی فوتبال اهل اسکاتلند بود.
وی سابقه مربی‌گری در باشگاه فوتبال هیبرنین، باشگاه فوتبال آرسنال و باشگاه فوتبال فولام را دارد.